# الکسانتری تویوولا
الکسانتری تویوولا (فنلاندی: Aleksanteri Toivola; ۴ مارس ۱۸۹۳ – ۲۷ اوت ۱۹۸۷) کشتی‌گیر اهل فنلاند بود.